# 尾崎西町
尾崎西町（おざきにしまち）は、岐阜県各務原市の地名。現行行政町名は尾崎西町一丁目から尾崎西町五丁目。

## 地理
各務原市の那加地区に属し、各務原市の北西部に位置する。町域の東部は尾崎北町、尾崎南町、西部は那加桐野町、南部は那加西市場町、那加扇平、那加柄山町、北部は那加大洞に接する。
一丁目から三丁目は岐阜県住宅供給公社の尾崎住宅であり、33棟、1,126戸からなる集合住宅である。四丁目は公園と山林である。
地名の「尾崎」は、那加新加納外六ケ所字入会地の小字「尾崎」に因み付けられている。
道路
- 尾崎中央通り

## 歴史
1972年（昭和47年）、権現山（尾崎権現山）と三峰山（尾崎三峰山）の間の土地（那加新加納外六ケ所字入会地など）で区画整理事業（81ha）を開始。これと併せて県住宅供給公社による団地開発（県営尾崎住宅）が行われる。
1976年（昭和51年）に住宅団地の開発（77.7ha、計画戸数2,330戸）が完了。1976年（昭和51年）10月23日に那加新加納外六ケ所字入会地大字大洞の一部をもって尾崎西町を設置する。
区画整理事業は1979年（昭和54年）に完了する。
県営尾崎住宅は1974年（昭和49年）に最初の集合住宅が完成。その後1986年（昭和61年）まで建設された。

## 世帯数と人口
2024年（令和6年）10月1日現在の世帯数と人口は以下の通りである。尚、尾崎西町四丁目は公園及び山林であり、住民はいない。
| 丁目           | 世帯数  | 人口    |
| -------------- | ------- | ------- |
| 尾崎西町一丁目 | 187世帯 | 332人   |
| 尾崎西町二丁目 | 218世帯 | 459人   |
| 尾崎西町三丁目 | 153世帯 | 300人   |
| 尾崎西町五丁目 | 36世帯  | 81人    |
| 計             | 594世帯 | 1,172人 |

## 小・中学校の学区
市立小・中学校に通う場合、学区は以下の通りとなる。
| 番・番地等 | 小学校               | 中学校               |
| ---------- | -------------------- | -------------------- |
| 全域       | 各務原市立尾崎小学校 | 各務原市立桜丘中学校 |

## 交通
- 岐阜バス尾崎団地線
- 各務原市ふれあいバス東西線、那加線

## 主な施設
- 尾崎市民サービスセンター
- 各務原尾崎郵便局
- サンモールおざき（尾崎団地商店街）
- CO・OPぎふ　尾崎店
- 尾崎西公園
- 桐ノ池